# E3 Harelbeke 1993
De E3 Harelbeke 1993 is de 36e editie van de wielerklassieker E3 Harelbeke en werd verreden op 27 maart 1993. Mario Cipollini kwam na 208 kilometer als winnaar over de streep.

## Uitslag
| Plaats  | Naam                  | Ploeg                               | Tijd     |
| ------- | --------------------- | ----------------------------------- | -------- |
| Winnaar | Mario Cipollini       | GB-MG Boys Maglificio-Technogym     | 4u59’24” |
| 2       | Olaf Ludwig           | Team Telekom                        | z.t.     |
| 3       | Jelle Nijdam          | WordPerfect                         | z.t.     |
| 4       | Eric Vanderaerden     | WordPerfect                         | z.t.     |
| 5       | Michel Zanoli         | ELRO Snacks-Van Griensven Automaten | z.t.     |
| 6       | Adriano Baffi         | Mercatone Uno-Medeghini-Zucchini    | z.t.     |
| 7       | Nico Verhoeven        | Novemail-Histor-Laser Computer      | z.t.     |
| 8       | Michel Vanhaecke      | Lotto-Caloi                         | z.t.     |
| 9       | Alain Van Den Bossche | TVM-Bison Kit                       | z.t.     |
| 10      | Uwe Raab              | Team Telekom                        | z.t.     |